# 髙木由莉愛
髙木 由莉愛（たかき ゆりあ、1997年〈平成9年〉11月11日 - ）は、日本のアイドルであり、女性アイドルグループ『FES☆TIVE』『JAPANARIZM』（旧「はっぴっぴ」）の元メンバーである。愛称は、ゆっちゃん、ゆりあ、担当カラーは黄色。大分県大分市出身。株式会社プリュ所属。

## 概要
2011年から大分美少女図鑑のモデルとしてキャリアをスタート。以降、雑誌モデルやアイドルとして活動する一方、地元大分や福岡・広島などのイベントでMCや司会も行う。
2016年に東京に上京。祭囃子系アイドルグループ「はっぴっぴ」メンバーとしてデビュー、2019年11月にはっぴっぴは「JAPANARIZM（ジャパナリズム）」と改名。引き続き同グループのメンバー兼リーダーとして活動した後、2021年1月よりFES☆TIVEに移籍。国内は全国各地、海外では香港、マレーシア、台湾などグローバルな展開をする。
2019年からは故郷・大分で「なんでもやるんちゃんねる」（大分放送／毎週金曜25時15分）、2020年からは「目指せトータル100万フォロワー!4KアイドルRADIO」（OBSラジオ）でレギュラーに抜擢され活動分野を広げる。
2024年3月20日の卒業公演をもってアイドルを卒業。以降はイベンターとしてアイドル界で活動中。

## 略歴

### 幼少時代
- パパとママが18才のときに結婚。（テレビでも当時の写真を披露したが）パパはリーゼント、ママはギャルでヤンチャだった。現在でもラブラブで、お風呂に仲良く入るぐらいとインタビューで話す[2]。
- 1997年、髙木家の長女として誕生。「誰からも愛されなさい、そして愛するように」という願いをこめて『由莉愛』と名付けられた。『由』と『莉』は曽祖父母の名前一字から取られた[3]。
- 4才のとき『モーニング娘。』と『おジャ魔女どれみ』をテレビで見て将来の夢をアイドルと決める[4]。

### 学生時代
- 小さい頃から運動が得意だった。小学校のときはバスケットボール部、中学校のときはバドミントン部に所属[2]。
- 2011年5月、中学2年から大分県を中心に発行する学生向け情報誌『CHIME』のモデル活動を始める[5]。その読者モデルからなる大分のローカルアイドルユニット「CHIMO」の中学生以下のメンバー「CHIMO Jr」でアイドル活動を開始し、その後も「BLAZE」「PEAKL」（大分観光PRユニット）「ぶれいず」といったユニットで活動を行う。「ぶれいず」ではマキシシングル「My Monster」が全国発売された。
- 中学3年の進路時期に「東京でアイドル！」と決心する。自分の夢は自分で叶えたいと親を頼らずに、高校入学後、上京する資金を貯蓄するため複数のアルバイトを掛け持ちする[3]。
- 中学3年生の担任から卒業アルバムに『夢はかなう』、アルバイトの店長から『泣くヤツは三流、歯を食いしばるヤツは二流。ひたすら笑え、そいつが一流だ』という言葉が心をうった[4]。

### 上京 - はっぴっぴ時代
- 事務所に地方の子が多かったのと、寮が完備されていたのでパパとママも安心してくれた[2]。
- 2016年5月2日から「はっぴっぴ」に加入、サブリーダー、リーダーと昇格していく[3]。
- 2017年7月15日～17日、初の海外遠征(香港)
- 2017年10月1日～12月10日、初のラジオ冠番組『13時だョ！はっぴーぽー全員集合』がスタート。
- 2018年11月、初の髙木主催アイドルフェスティバル『TAKAKI IDOL FESTIVAL 2018』(新宿ReNY)を開催。

### JAPANARIZMからFES☆TIVEヘ
- 2019年11月、はっぴっぴからJAPANARIZMに改名[6]。メンバー兼リーダーとして活躍する[4]。
- 2020年2月24日、2度目の髙木主催アイドルフェスティバル『TAKAKI IDOL FESTIVAL 2020』(新宿ReNY)を開催。800人キャパにもかかわらずチケット完売[7]
- 2020年11月7日、自身の生誕祭第1部として『TAKAKI IDOL FESTIVALお祭り編』（東京キネマ倶楽部）を開催。
- 2021年1月4日、FES☆TIVEへの加入を発表[8]。FES☆TIVEのプロデューサーがJAPANARIZMも手掛けていた縁で、プリュに所属しながらFES☆TIVEに参加する形となった[注 1][注 2]。同1月30日、東京キネマ倶楽部で開催された卒業公演をもってJAPANARIZMを卒業[11]。以後「髙木ゆりあ」名義でFES☆TIVEとしての活動を行う[8]。
- 2024年1月30日、同年3月をもってFES☆TIVEを卒業することを発表[12]。同3月20日に横浜1000CLUBで卒業公演を開催。在籍3年間でシングル4枚参加などの実績を残し、与田理央那に黄色担当のバトンを受け継いだ[13]。今後はイベンターを目指すとされている[14]。

## 人物

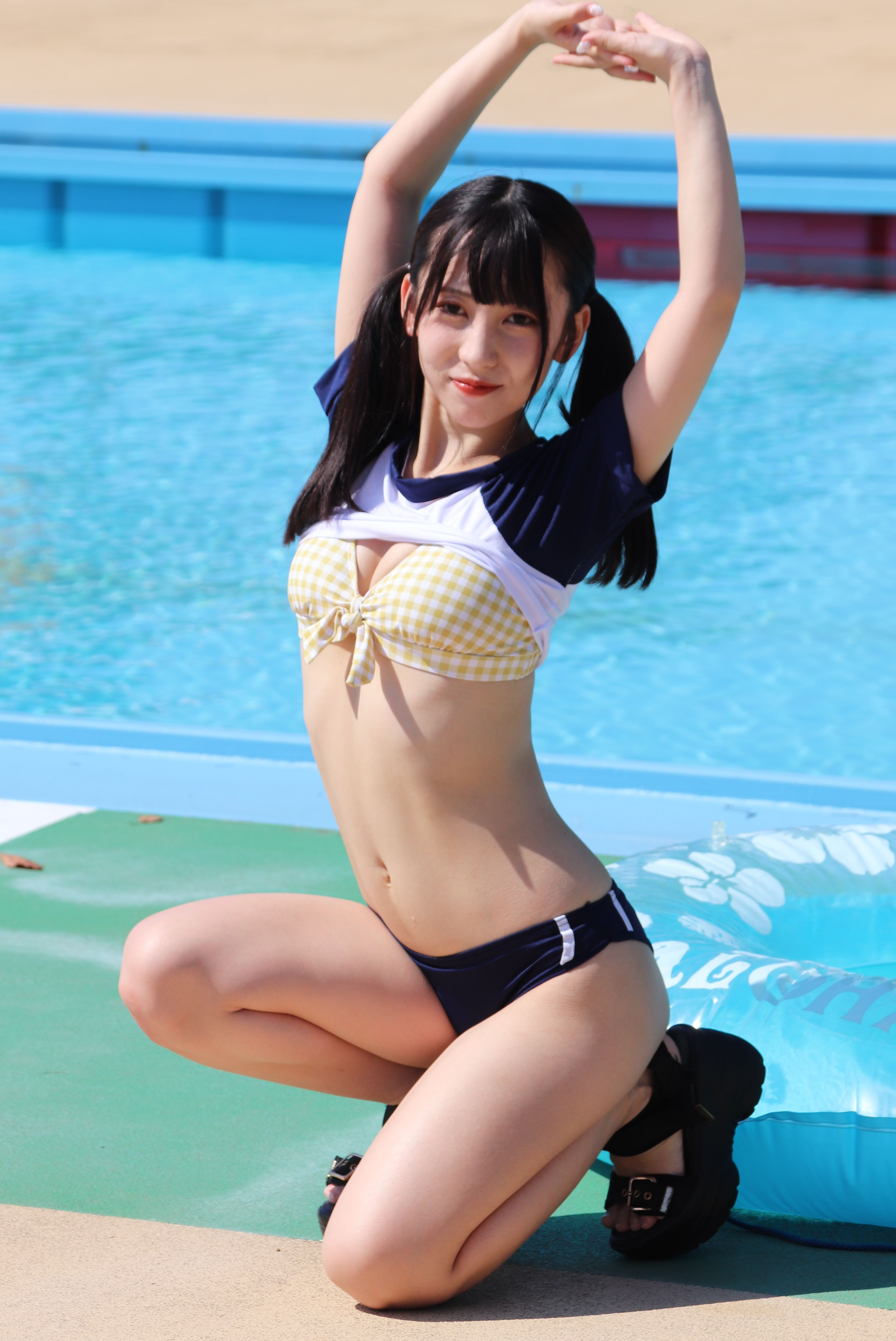
近代麻雀水着祭（2022年9月）

- 2023年6月からChimoに加入している「髙木ももあ」は実妹。由莉愛とは13歳の年齢差がある[15]。
- 大分に帰ると家族で行くのが「ガンジー牧場」。牛の乳しぼり、ソフトクリームを食べるのがルーティン[16]。
- 好きなテレビ番組は『月曜から夜ふかし』『しゃべくり007』『アメトーーク!』『お願い!ランキング』『踊る!さんま御殿!!』[16]
- 『なんでも、やるんちゃんねる』の共演者・Wエンジンえとう窓口（大分市出身）と、『東京パフォーマンスドール』脇あかり（別府市出身）から「髙木は東京に染まっている」とネタにされることが多い。上京して4年たつものの大分の方言が抜けない。怒ったり、テンパると方言がきつくなる[17]
- 憧れは同郷の指原莉乃。現在、髙木自身が企画・ブッキングするアイドルフェス『TAKAKI IDOL FESTIVAL』を大分県で開催するのが夢と話す。40,000人収容の大分スポーツ公園総合競技場（昭和電工ドーム大分）に全国のアイドルを呼びたいと[16]。

アイドル好き・交友関係
- アイドルをしながらアイドルとの交流も深い。プライベートでハロプロや秋葉原を中心にしたライブアイドルの会場に足を運ぶ。好きなアイドルは齊藤なぎさ（元=LOVE）、佐藤優樹（元モーニング娘。）、『アンダービースティー』の春乃友夢をあげる[3]。
- 遊び友達で『神使轟く、激情の如く。』実久里ことの、『chuLa』桜木妃奈、『PrincessGarden-姫庭-』大月美雨の名前をあげる[4]。
- Chimo時代の同僚だった黒木莉奈（「Very Very Red Berry」第2期メンバー）と仲が良く、2020年2月のTAKAKI IDOL FESTIVALでは、黒木と共にChimoの楽曲「DENGEKI Lover」を歌った[18]。

## 合成プリクラ騒動
2019年3月、インターネット掲示板「5ちゃんねる」に髙木と思われる女性と男性のツーショットプリクラがアップされた。のちに合成と判明した。

## レギュラー

### テレビ
- なんでも、やるんちゃんねる!（大分放送、2019年7月～2020年12月） - 髙木個人として出演

### ラジオ
- 目指せトータル100万フォロワー!4KアイドルRADIO（2020年～2021年、OBSラジオ）[4][19]
- ヨル☆STAGE（2021年～2024年3月 大分放送）（（甲斐蓉子、脇あかりと共にパーソナリティを務める）　[20]

## 単発

### テレビ番組
- 超ドSナイト（SBS静岡放送、2016年） - 髙木個人として出演
- 南波一海のアイドル三十六房（タワレコTV、2017年10月5日）
- お願い!ランキング（テレビ朝日、2018年4月5日） - 髙木個人として出演
- カニつめくん（テレビ東京、2018年4月6日）
- 勇者ああああ（テレビ東京、2018年5月10日）
- ぶるぺん（GYAO!オリジナル配信番組、2018年7月3日）
- アイドルゾーン20時（東京MX、2019年4月15日）
- OBS春恋テレビ（2020年、3月7日） - FUNKY MONKEY BABYSのファンキー加藤とNON STYLEと共演
- 旅人発案　旅番組はじめました（HBC北海道放送ほか、2020年6月9日ほか）

### テレビCM
- コインランドリーグロリア（放送地域 大分県及び福岡県、2021年9月）- 髙木個人として出演
- 株式会社 誠建設（放送地域 大分県、2021年12月～）- 髙木個人として出演

### 雑誌
- School's 6月号(2018年6月)
- FLASH2021年12月14日号

### 海外イベント
- 香港アイドルフェスティバルステージ出演（2017年7月）
- 台湾漫画博覧会ステージ出演（2019年8月）

## プロデュース
- 2018年11月8日、TAKAKI IDOL FESTIVAL 2018（新宿ReNY）[21]
- 2020年2月24日、TAKAKI IDOL FESTIVAL 2020（新宿ReNY）[22][18]
- 2020年11月7日、TAKAKI IDOL FESTIVALお祭り編（東京キネマ倶楽部）
- 2024年11月24日、TAKAKI IDOL FESTIVAL 2024（GARDEN新木場FACTORY）[注 3]